# Теохарис Турундзияс
Теохарис Турундзияс (на гръцки: Θεοχάρης Τουρούντζιας) е гръцки революционер от Македония, сподвижник на Ригас Велестинлис.

## Биография
Теохарис Турундзияс е роден в богато семейство на Георгиос Турундзияс в 1776 година в западномакедонския град Сятища, тогава Османската империя, днес Гърция. По-малък брат е на Йоанис Турундзияс. Заедно с брат си се занимава с търговия във Виена. Влиза в революционните среди и става сподвижник на Ригас Велестинлис.
В 1798 година след драматичен арест е затворен в белградския затвор. Удушен е заедно с други 6 затворника в нощта на 11 срещу 12 юни същата година.